# Génocide des Rohingya
Le génocide des Rohingya est une série de persécutions en cours par les forces armées birmanes contre les Rohingya. En 2021, ce génocide comprend deux phases, : d'abord une répression militaire entre octobre 2016 et janvier 2017, puis la phase actuelle depuis août 2017. Cette catastrophe a provoqué le départ forcé de plus d'un million de Rohingya vers d'autres pays. La majorité des réfugiés s'est rendue au Bangladesh, ce qui a conduit à l'établissement de Kutupalong, le plus grand camp de réfugiés dans le monde,,,. D'autres ont fui en Inde, en Thaïlande, en Malaisie et dans d'autres régions d'Asie du Sud et du Sud-Est, où la persécution se poursuit.

## Contexte religieux et ethnique
La population birmane est en majorité bouddhiste (88-90 %). Il existe toutefois des minorités religieuses, dont une petite minorité musulmane (4 %),.
La population de l’État d’Arakan est principalement bouddhiste (4 % de la population totale du pays, soit environ 2 millions de personnes), tandis que les Rohingya (2 % de la population totale du pays, soit environ 1 million de personnes) sont en majorité musulmans. En Arakan, les tensions entre les communautés bouddhiste et musulmane conduisent régulièrement à des violences, les bouddhistes nationalistes s’attaquant aux Rohingyas.
Les Rohingyas sont une ethnie distincte avec un langage et une culture propres, mais revendiquent une profonde connexion historique à l’État d’Arakan,. Ils affirment être les descendants de marchands arabes installés dans la région depuis des générations. Bien que des colonies musulmanes aient existé depuis longtemps dans la région, les historiens considèrent généralement que les colons étaient peu nombreux avant la domination britannique. En 1869, après quatre ans d’administration britannique, les colons musulmans représentaient 5 % de la population arakanaise. Certains chercheurs affirment qu’ils étaient présents dans la région depuis le XVe siècle, quand d’autres rétorquent que bien que quelques Rohingyas puissent retracer leur généalogie jusqu’à des musulmans qui vivaient en Arakan aux XVe et XVIe siècles, la plupart sont arrivés dans la région sous la Birmanie britannique, soit aux XIXe et XXe siècles,.
Les politiques britanniques ont encouragé les habitants bengalis des régions adjacentes à migrer dans les vallées fertiles et alors peu peuplées de l’Arakan en tant que travailleurs agricoles. La Compagnie britannique des Indes orientales a étendu la présidence du Bengale en Arakan. Aucune frontière internationale ou restriction des migrations n’existait alors entre le Bengale et l’Arakan. Au début du XIXe siècle, des milliers de bengalis de la région de Chittagong se sont installés en Arakan à la recherche de travail,.
Le peuple Rohingya a été décrit comme « parmi les peuples les plus rejetés du monde » et « l’une des minorités les plus persécutées du monde » par l’ONU. Les Rohingya sont privés de leur droit de circuler librement ainsi que du droit à une éducation supérieure. La nationalité birmane leur est officiellement refusée depuis 1982, date à laquelle la loi sur la nationalité birmane a été promulguée. Cependant, les persécutions et la marginalisation dont ils font l’objet sont antérieurs à l’adoption de cette loi, qui a uniquement ajouté un caractère légal à ces discriminations. Elle empêche notamment les Rohingyas de bénéficier des services essentiels et aides. Ils ne sont également pas autorisés à voyager sans permission officielle. Auparavant, ils devaient aussi signer un document les engageant à ne pas avoir plus de deux enfants ; cependant, cette loi n’était que peu appliquée dans les faits. Ils peuvent être régulièrement soumis à des travaux forcés, au cours desquels un homme rohingya devra généralement consacrer un jour par semaine à des projets militaires ou gouvernementaux et une nuit par semaine à des tâches de surveillance. La minorité rohingya a dû renoncer à une grande partie de ses terres arables au profit de l’armée ; ces terres ont ensuite été distribuées à des bouddhistes ayant émigré d’autres régions de Birmanie,.

## Histoire et faits

### Avant l'indépendance (1930-1948)
Les ressentiments se cristallisent au cours de la période de la colonisation britannique de la Birmanie, alors que le pays était intégré au Raj britannique des Indes. Le pouvoir colonial importait de la main d'œuvre dite "coolie" provenant principalement de l'Inde vers la Birmanie. Entre 1930 et 1938, les violences visant les musulmans s'intègrent dans un sentiment anti-indien plus global. Elles prennent un tournant spécifiquement anti-musulman au cours de l'été 1938.
Les ressentiments contre les musulmans indiens ont été exacerbés par la période de la Seconde guerre mondiale et l'occupation japonaise de la Birmanie. Les armées et administrations coloniales britanniques se sont appuyés sur des populations Rohingyas comme relais de pouvoir jusqu'à l'indépendance.

### Après l'indépendance (1948-2007)
La première grande crise d'exode de Rohingyas a été le résultat d'événements politiques, géopolitiques internes et régionaux. Dans un premier temps, le 2 mars 1962, a lieu le coup d'État qui a mis en place la junte militaire du général Ne Win. Puis est survenue la crise de la guerre de libération du Bangladesh en 1971 qui provoqua un afflux de populations réfugiées du Bangladesh vers l'Arakan.
Dans ce contexte, l'armée birmane et les services de l'immigration initient au cours de l'année 1978, l'opération dite "Dragon King"(en) en prévision du recensement national prévu pour l'année 1982. C'est à cette occasion que le premier grand exode de populations Rohingyas de l'Arakan vers le Bangladesh a eu lieu. On estime à environ 200 000 le nombre personne qui prirent part à cet exode.
La promulgation de la loi de 1982 sur la nationalité birmane a exclu la grande majorité des Rohingyas de la citoyenneté birmane, les rendant de ce fait apatrides.
Entre 1991 et 1992 a lieu la seconde grande vague d'exode des Rohingyas vers le Bangladesh. Celles-ci sont provoquées par la volonté de l'armée birmane de réduire des populations Rohingyas aux travaux forcés. C'est au cours ce cette vague d'exode que le camp de Kutapulong s'est établi jusqu'aujourd'hui.

## Première phase
La persécution des musulmans Rohingya au Myanmar remonte aux années 1970. Depuis, les Rohingya ont subi régulièrement des persécutions par le gouvernement et par des bouddhistes nationalistes. Fin 2016, l'armée et police de Birmanie entament une répression sévère dans l'État d'Arakan, au nord-est du pays. Les militaires sont accusés de pratiquer le nettoyage ethnique et le génocide par plusieurs agences des Nations unies, par des fonctionnaires de la Cour pénale internationale, par des organisations de défense des droits humains ainsi que par des journalistes et d'autres gouvernements,,. Les Nations unies ont reçu des preuves d'atteintes aux droits humains à grande échelle,,, dont des exécutions extrajudiciaires, des exécutions sommaires, des viols collectifs, l'incendie volontaire des villages, entreprises et écoles des Rohingya et des infanticides. Le gouvernement birman a rejeté ces faits en les qualifiant d'« exagérations »,. Au moyen d'extrapolations statistiques fondées sur des enquêtes auprès de 3 321 foyers de réfugiés Rohingya à Cox's Bazar (Bangladesh), une étude estime en janvier 2018 que les militaires et la population d'Arakan ont tué au moins 25 000 personnes Rohingya et commis des viols collectifs et d'autres violences sexuelles sur 18 000 femmes et filles Rohingya. D'après cette étude, 116 000 Rohingya ont été victimes de coups et 36 000 ont été jetés dans des feux,,.

## Réfugiés
Les opérations militaires ont déplacé de nombreuses personnes et entraîné une crise humanitaire pour les réfugiés. En 2017, la plus forte vague de Rohingya fuyant le Myanmar a causé l'exode humain le plus massif constaté en Asie depuis la guerre du Viêt Nam. D'après les rapports de l'ONU, en septembre 2018, plus de 700 000 personnes avaient fui l'État d'Arakan ou en avaient été expulsées et ont trouvé refuge au Bangladesh voisin. En décembre 2017, deux journalistes de Reuters qui couvraient le massacre d'Inn Din (en) ont été arrêtés et emprisonnés. L'ambassadeur Myint Thu a annoncé à la presse que le Myanmar était prêt à accepter 2 000 réfugiés Rohingya issus de camps au Bangladesh en novembre 2018. Après cette déclaration, en novembre 2017 les gouvernements du Bangladesh et du Myanmar ont signé une convention pour favoriser le retour des réfugiés vers l'État d'Arakan sous deux mois, ce qui a suscité des commentaires contrastés chez les observateurs internationaux.

## Condamnations et critiques
La répression militaire de 2016 sur les Rohingya attire des critiques des Nations unies qui ont évoqué d'éventuels crimes contre l'humanité, l'ONG Amnesty International, le département d'État des États-Unis ainsi que les gouvernements du Bangladesh et de Malaisie. Aung San Suu Kyi, conseillère d'État (en) (chef du gouvernement de fait) et lauréate du prix Nobel de la paix, a essuyé des critiques concernant son inaction et son silence sur le sujet et n'a guère agi pour empêcher les abus de l'armée,,. Sous son gouvernement, le Myanmar est aussi critiqué pour les poursuites judiciaires visant les journalistes.

## Deuxième phase
Depuis août 2017, la deuxième phase de persécutions a commencé en raison des attaques de l'Armée du salut des Rohingya de l'Arakan sur les postes frontières du Myanmar. Plusieurs agences de l'ONU, des fonctionnaires de la Cour pénale internationale, des groupes de défense des droits humains et certains gouvernement ont déclaré que ces persécutions sont un nettoyage ethnique et un génocide,,. Fin septembre 2017, un panel de 7 membres du Tribunal permanent des peuples ont déclaré que les autorités et l'armée birmanes sont coupables du crime de génocide contre les Rohingya et contre les minorités Kachin (en),. Suu Kyi est de nouveau critiquée en raison de son silence sur cette question et pour son soutien aux opérations militaires. En août 2018, le Haut-Commissaire des Nations unies aux droits de l'homme déclare que les généraux de l'armée birmane doivent être traduits en justice au motif de génocide,,. Le 23 janvier 2020, la Cour internationale de justice ordonne au Myanmar d'empêcher les violences génocidaires contre les minorités Rohingya et de conserver les preuves des agressions antérieures.